# Bitwa pod Zambrowem (1920)
Bitwa pod Zambrowem – walki pościgowe prowadzone 21–22 sierpnia 1920 roku w rejonie Zambrowa przez polski 62 pułk piechoty, podczas Bitwy Warszawskiej.
Za cenę niewielkich strat 62 pp zdołał rozbić bolszewicką 5 Dywizję Strzelców, biorąc licznych jeńców i znaczną zdobycz wojenną.

## Preludium
W pierwszej fazie Bitwy Warszawskiej 15 Wielkopolska Dywizja Piechoty, w skład której wchodził 62 pułk piechoty, uczestniczyła w obronie przedmościa warszawskiego. 17 sierpnia 1920 roku dywizja wsparta czołgami przełamała front bolszewickiej 10 Dywizji Strzelców i wyzwoliła Dębe Wielkie.
17–18 sierpnia 62 pp stoczył w Gliniance zaciekły bój z elementami bolszewickich 8, 10 i 17 Dywizji Strzelców, które wycofywały się spod Warszawy. Za cenę dużych strat Polakom udało się okrążyć i zniszczyć znaczne siły nieprzyjaciela. Wzięto blisko 1,4 tys. jeńców.
Po zakończeniu bitwy pod Glinianką 62 pp odszedł do Mińska Mazowieckiego, a następnie przez Liw, Kosów Lacki i Małkinię dotarł do Zarębów Kościelnych.

## Przebieg bitwy
21 sierpnia o godzinie 4:00 nad ranem płk Władysław Grabowski otrzymał rozkaz, aby do południa opanować odległy o 35 kilometrów Zambrów. Pułkownik natychmiast polecił zarekwirować najlepsze wozy, na które załadowano żołnierzy III batalionu dowodzonego przez por. Kazimierza Szcześniaka. Wyruszyli oni niezwłocznie w kierunku Zambrowa, a w ślad za nimi wymaszerowali żołnierze pozostałych batalionów.
III batalion szybko posuwał się do przodu. Mijane grupy czerwonoarmistów rozpraszano ogniem karabinów maszynowych, które zainstalowano na podwodach. Około godziny 11:00 żołnierze por. Szcześniaka dotarli do Zambrowa, który opanowali po krótkiej walce. Zaskoczony przeciwnik nie stawiał większego oporu. Kwaterujący w mieście sztab bolszewickiej 3 Armii ratował się pośpieszną ucieczką samochodami pancernymi. Jako że do Zambrowa nadal zmierzały wycofujące się kolumny nieprzyjaciela, porucznik zabezpieczył zachodnie i południowe obrzeża miasta.
Meldunek o wyzwoleniu Zambrowa nie od razu dotarł do płk. Grabowskiego. Znalazłszy się w rejonie wsi Dworaki, dowódca pułku postanowił osobiście wybrać się na rekonesans. Zabrał ze sobą swego adiutanta ppor. Kowalczyka, ppor. Jagłę oraz trzech ordynansów. W pewnym momencie usłyszawszy odgłosy strzałów, udał się wraz z Jagłą na pobliskie wzgórze, gdzie napotkani chłopi poinformowali go, że widzieli polski batalion zmierzający wozami do Zambrowa. Donieśli jednocześnie, że za polskim oddziałem, w godzinnym odstępie czasu, wyruszyły oddziały bolszewickiej piechoty. Chwilę później pułkownik ujrzał na szosie nieprzyjacielską kolumnę. Grabowski z Jagłą oddali do bolszewików wiele strzałów z rewolwerów, do walki włączył się także ppor. Kowalczyk, który znalazł przy drodze porzuconą przez III batalion furmankę z karabinem maszynowym. Grupce oficerów wkrótce przyszły na pomoc główne siły pułku: najpierw 8. kompania, a w ślad za nią reszta II batalionu. Bolszewicka kolumna została otoczona i zmuszona do kapitulacji. Okazało się wtedy, że w polskie ręce wpadł sztab bolszewickiej 5 Dywizji Strzelców. Wzięto do niewoli około tysiąca jeńców, w tym sztab dywizji i sztaby dwóch brygad. Zdobyto także liczne wozy taborowe.
Tymczasem liczne kolumny sowieckie, które nie zdawały sobie sprawy z tego, że Zambrów znajduje się już w polskich rękach, nadal zmierzały do miasta. Żołnierze III batalionu pozwalali przeciwnikowi podejść na najbliższą odległość, po czym rozpraszali go gwałtownym ogniem broni maszynowej. Wzięto w ten sposób około 2 tys. jeńców, zdobyto dwa działa i kilkadziesiąt ckm, a także liczne materiały wojenne i archiwum 5 DS.
W dokumentach sztabowych 62 pp odnotowano, że w jednej ze wsi pod Zambrowem bolszewicki oddział zaatakowali samorzutnie miejscowi chłopi, w tym kobiety. Te ostatnie miały następnie doprowadzić do polskiego sztabu kilkudziesięciu jeńców wraz ze zdobyczną baterią artylerii.
Główne siły 62 pp wkroczyły do Zambrowa 22 sierpnia o godzinie 9:00 rano. Rozbicie bolszewickiej 5 DS okupiono stratą zaledwie kilkunastu rannych.

## Upamiętnienie
Bój pod Zambrowem był jedną z bitew i potyczek wojny polsko-bolszewickiej upamiętnionych na okolicznościowych tablicach, które 10 czerwca 2020 roku prezydent Andrzej Duda wręczył przedstawicielom samorządów i instytucji z województw, na których terenie znajdują się miejsca związane z Bitwą Warszawską 1920 roku.